# Demonax alcellus
Demonax alcellus là một loài bọ cánh cứng trong họ Cerambycidae.